# Doc Pomus
Doc Pomus (27 de junho de 1925, Brooklyn, Nova Iorque - 14 de março de 1991, Nova Iorque) foi um compositor americano. Seu nome de batismo era Jerome Solon Felder. Em muitas de suas composições fez parceria com Mort Shuman, formando a famosa dupla "Pomus e Shuman". A dupla compôs várias canções para Elvis Presley, entre elas se destacam:  "Little Sister", "She's Not You", "Suspicion", "Surrender", "Viva Las Vegas", "His Latest Flame" e "Long Lonely Highway". É membro do "Hall da fama do rock" e em 2012 foi introduzido no Blues Hall of Fame.